# Federica Isola
Federica Isola, född 27 september 1999, är en italiensk fäktare som tävlar i värja.

## Karriär
Vid världsmästerskapen i fäktning 2023 i Milano tog Isola silver tillsammans med Rossella Fiamingo, Mara Navarria och Alberta Santuccio i lagtävlingen i värja.